# Симмс, Герберт Джордж
Герберт Джордж Симмс (30 ноября 1898 г. – 28 сентября 1948 г.) — английский архитектор, служивший при Дублинском муниципалитете.

## Ранние годы
Герберт Джордж Симмс был старшим из шести детей Джорджа Уильяма Симмса, машиниста поезда, а ранее пастуха родом из деревни Фоли в Бакингемшире, и его жены Нелли (урожд. Вёрстер) из города Хемел-Хемпстед. Также у отца Герберта было четверо детей от предыдущего брака. Семья жила на Принц-оф-Уэльс-роуд в районе Лондона Кентиш-таун, а к 1911 году переехала в дом 33 на Виктория-роуд. Образование Герберт Симмс получил в школе Хейверсток.

## Военная служба
Во время Первой Мировой войны он служил в Королевской полевой артиллерии. После Симмсу была назначена стипендия для бывших военнослужащих в размере 150 фунтов и оплачивалась стоимость обучения, что позволило ему начать изучение архитектуры в Ливерпульском университете.

## Архитектурное образование
Он приступил к занятиям в октябре 1919 г., однако по истечении третьего года был вынужден прервать их из‑за недостатка средств. Симмс получил свидетельство об архитектурном образовании в 1921 г., а в последующем окончил третий и четвёртый курс для получения диплома. На основании его предыдущего опыта и хорошей успеваемости Симмсу разрешили взамен практики в летний семестр 1922 г. пройти курс по градостроительному проектированию, соответствующее свидетельство он получил в марте 1923 г.

## Карьера архитектора
По окончании учёбы в университете он переехал в Дублин, где некоторое время работал у Обри Винсента О’Рурка. В феврале 1925 г. он получил временное назначение на должность архитектора в Дублинском муниципалитете, где трудился под началом Горация Теннисона О’Рурка. Впоследствии договор с ним продлевался и Симмс занимал эту должность вплоть до декабря 1927 г. В 1926 году ему одобрили командировку в Лондон, Ливерпуль и Манчестер для ознакомления с новейшими достижениями в строительстве многоквартирных домов.
В 1932—1933 гг. было сформировано отдельное подразделение, которое должно было сосредоточиться на проектировании и возведении новых домов, не занимаясь вопросами их обслуживания и управления, и Герберт Симмс получил новую должность архитектора жилых зданий при Дублинском муниципалитете. Он сразу же организовал набор работников в подразделение. За те 16 лет, что Симмс занимал этот пост, он сумел возвести порядка 17 000 единиц жилья, включая как квартиры, так и дома.
В его работах прослеживается влияние таких нидерландских мастеров как Мишель де Клерк, Якобус Ауд и Йоханнес ван Хардевелд.

## Личная жизнь
30 сентября 1929 г. Симмс женился на Эйлин Кларк, дочери старшего офицера полиции Томаса Кларка.

## Смерть
После ухода на пенсию главного архитектора Горация О’Рурка в 1945 г. рабочая нагрузка Симмса значительно возросла. У него уже случался нервный срыв ранее, 15 лет назад, а 28 сентября 1948 г. он покончил с собой, бросившись под поезд в пригородном Дан-Лири. В предсмертной записке говорилось, что он чувствовал, как переработки убивают его рассудок. Герберт Симмс был похоронен на кладбище Динсгрейндж.

## Значимые работы
- Сейнт-Адоин-Хаус на Кук-стрит[5];
- Квартиры на Чансери-Плейс (1935)[6];
- Дом им. графини Маркевич на Таунсенд-стрит[7];
- Квартиры на Грик-стрит;
- Дом Генриетты (Генриетта-Плейс)[8];
- Квартиры на Оливер-Бонд-стрит (Оливер-Бонд-Хаус, 1936)[4];
- Пирс-Хаус, Восточная Ганновер-стрит[9];
- Квартиры на Торнкасл-стрит в Рингсенде[10].